# Bundesratswahl 1919
Am 11. Dezember 1919 fanden in der Schweiz die Gesamterneuerungswahlen des Bundesrates statt. Die beiden Kammern des neu gewählten Parlaments, die Vereinigte Bundesversammlung, wählten die Schweizer Regierung, den Bundesrat, für die von 1920 bis 1922 dauernde Amtszeit. Die Sitze wurden einzeln in der Reihenfolge des Amtsalters der Sitzinhaber bestellt. Aufgrund der Rücktritte von Eduard Müller, Camille Decoppet und Gustave Ador fanden auch Ersatzwahlen statt.

## Wahlen

### Erste Wahl (Sitz von Giuseppe Motta, KVP)

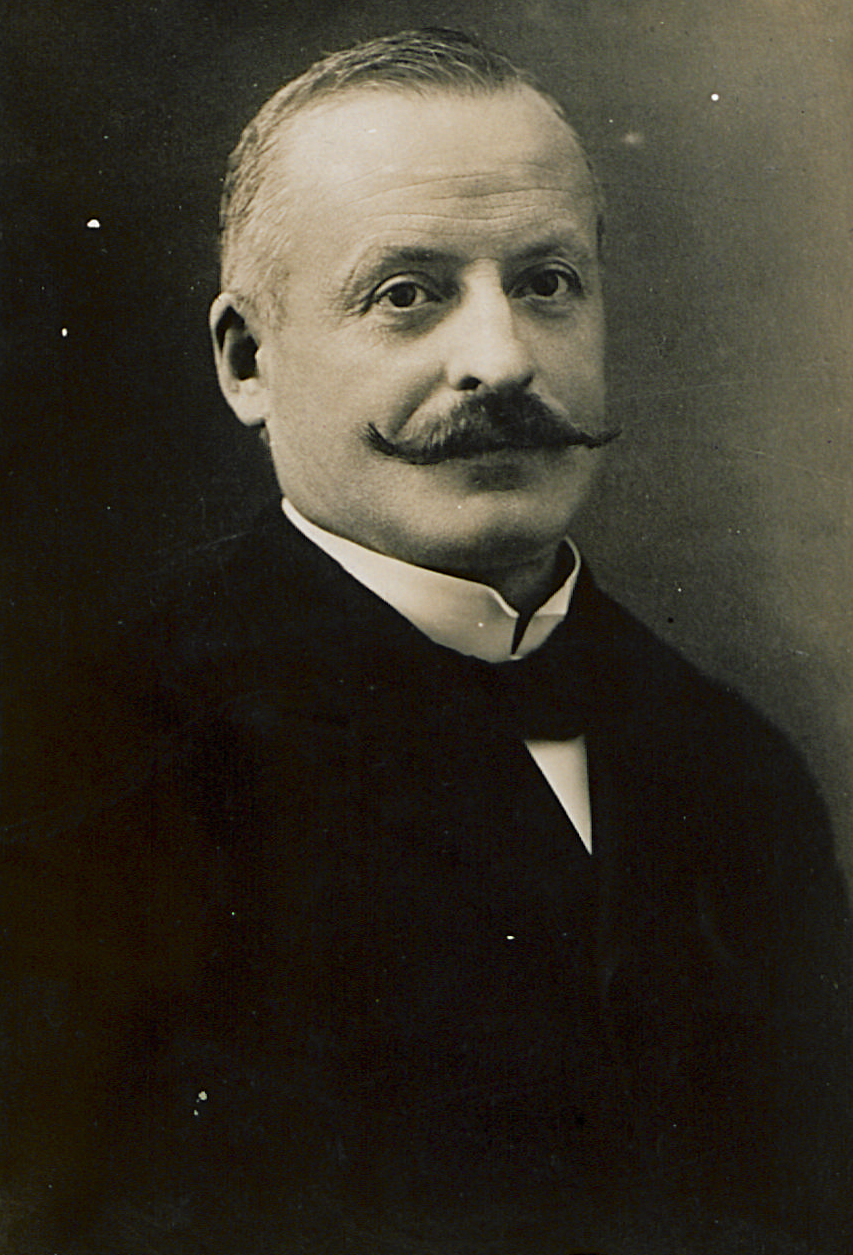
Giuseppe Motta (1916)

Giuseppe Motta (KVP) wurde am 14. Dezember 1911 in den Bundesrat gewählt. Er übernahm das Finanz- und Zolldepartement. 1920 wechselte er ins Politische Departement. Er stellte sich als amtsältester Bundesrat als erster zur Wahl.
|                         | 1. Wahlgang |
| ----------------------- | ----------- |
| ausgeteilte Wahlzettel  | 216         |
| eingegangene Wahlzettel | 216         |
| leer/ungültig           | 28/0        |
| gültig Total            | 188         |
| absolutes Mehr          | 95          |
| Giuseppe Motta          | 172         |
| Verschiedene            | 16          |

### Zweite Wahl (Sitz von Edmund Schulthess, FDP)

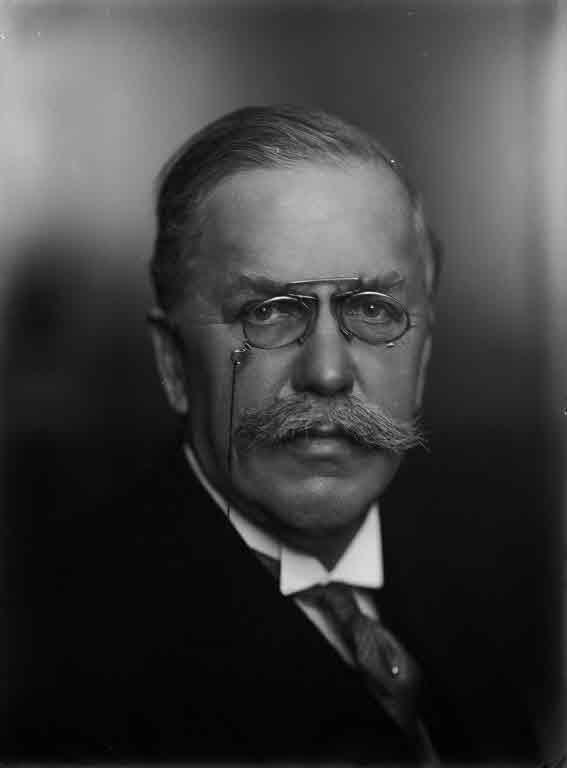
Edmund Schulthess (1935)

Bundesrat Edmund Schulthess (FDP) wurde am 17. Juli 1912 in den Bundesrat gewählt und war von 1912 bis 1940 Vorsteher des Volkswirtschaftsdepartements, das bis 1914 den Titel Handels-, Industrie- und Landwirtschaftsdepartement trug.
|                         | 1. Wahlgang |
| ----------------------- | ----------- |
| ausgeteilte Wahlzettel  | 219         |
| eingegangene Wahlzettel | 219         |
| leer/ungültig           | 29/0        |
| gültig Total            | 190         |
| absolutes Mehr          | 96          |
| Edmund Schulthess       | 161         |
| Verschiedene            | 29          |

### Dritte Wahl (Sitz von Felix Calonder, FDP)

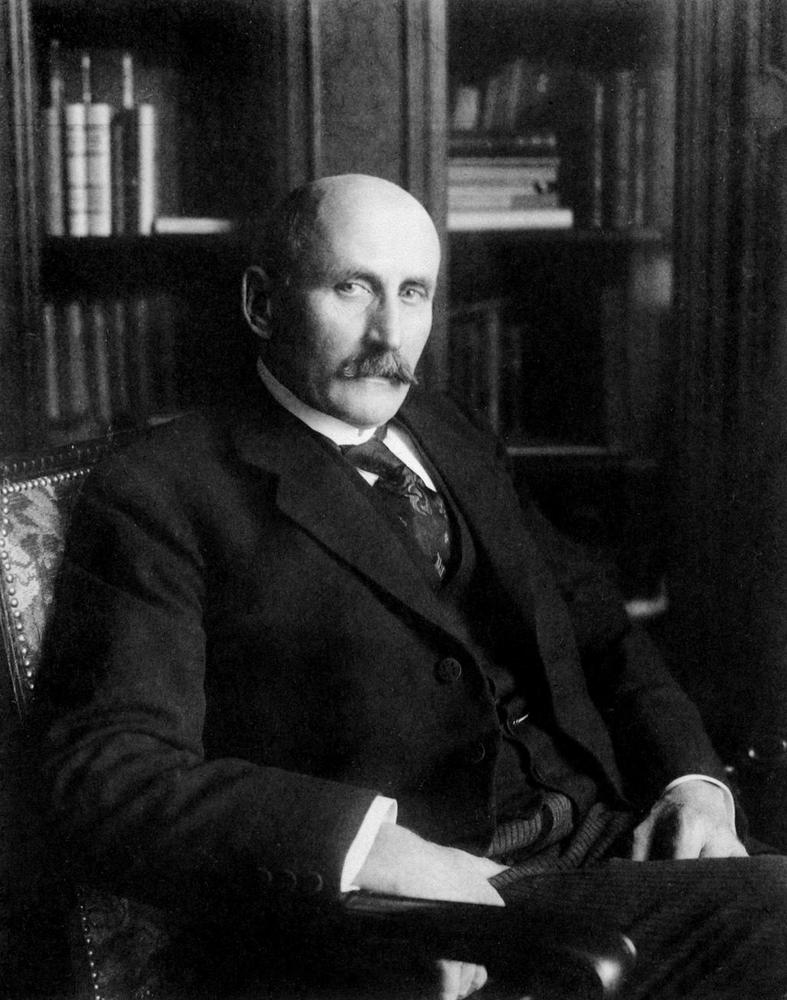
Felix Calonder

Bundesrat Felix Calonder (FDP) wurde am 12. Juni 1913 in den Bundesrat gewählt und war von 1913 bis 1917 Vorsteher des Departementes des Innern und danach von 1918 bis 1919 Vorsteher des Politischen Departements.
|                         | 1. Wahlgang |
| ----------------------- | ----------- |
| ausgeteilte Wahlzettel  | 212         |
| eingegangene Wahlzettel | 212         |
| leer/ungültig           | 27/0        |
| gültig Total            | 185         |
| absolutes Mehr          | 93          |
| Felix Calonder          | 146         |
| Verschiedene            | 39          |

### Vierte Wahl (Sitz von Robert Haab, FDP)

Robert Haab 1928/29

Bundesrat Robert Haab (FDP) wurde am 13. Dezember 1917 in den Bundesrat gewählt war von 1918 bis 1929 Vorsteher des Post- und Eisenbahndepartements.
|                         | 1. Wahlgang |
| ----------------------- | ----------- |
| ausgeteilte Wahlzettel  | 222         |
| eingegangene Wahlzettel | 218         |
| leer/ungültig           | 25/0        |
| gültig Total            | 193         |
| absolutes Mehr          | 97          |
| Robert Haab             | 179         |
| Verschiedene            | 14          |

### Fünfte Wahl (Ersatzwahl von Eduard Müller, FDP)

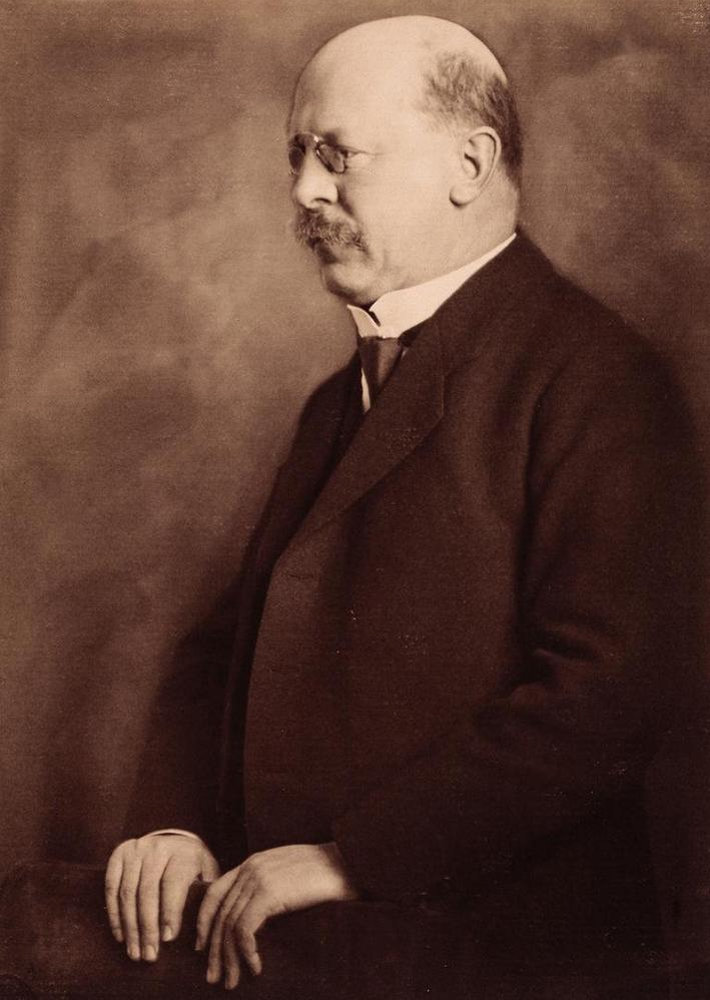
Karl Scheurer (ca. 1920)

Karl Scheurer (FDP) wurde im 1. Wahlgang zum neuen Bundesrat gewählt. Er war von 1920 bis 1929 Vorsteher des Militärdepartements. Sein Mitbewerber Emil Lohner unterlag klar.
|                         | 1. Wahlgang |
| ----------------------- | ----------- |
| ausgeteilte Wahlzettel  | 223         |
| eingegangene Wahlzettel | 220         |
| leer/ungültig           | 27/0        |
| gültig Total            | 193         |
| absolutes Mehr          | 97          |
| Karl Scheurer           | 155         |
| Emil Lohner             | 20          |
| Verschiedene            | 18          |

### Sechste Wahl (Ersatzwahl von Camille Decoppet, FDP)

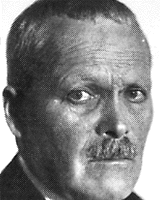
Ernest Chuard

Die Ersatzwahl für Bundesrat Camille Coppet war sehr umstritten. Offizieller Kandidat war der Lausanner Stadtpräsident Paul Maillefer. Erst im 5. Wahlgang wurde Ernest Chuard (FDP) gewählt. Dieser war dann von 1920 bis 1928 Vorsteher des Departements des Innern.
| Kandidaten              | Kandidaten              | 1. Wahlgang | 2. Wahlgang | 3. Wahlgang | 4. Wahlgang | 5. Wahlgang |
| ----------------------- | ----------------------- | ----------- | ----------- | ----------- | ----------- | ----------- |
| Ernest Chuard           | Ernest Chuard           | 75          | 50          | 59          | 89          | 159         |
| Paul Maillefer          | Paul Maillefer          | 84          | 91          | 94          | 88          | 57          |
| William Rappard         | William Rappard         | 13          | 17          | 36          | 39          | 0           |
| Henri Calame            | Henri Calame            | 0           | 24          | 16          | 0           | 0           |
| Andere                  | Andere                  | 31          | 22          | 0           | 0           | 0           |
| Ausgeteilte Wahlzettel  | Ausgeteilte Wahlzettel  | 223         | 225         | 226         | 228         | 228         |
| Eingegangene Wahlzettel | Eingegangene Wahlzettel | 220         | 225         | 223         | 224         | 225         |
| Ungültige Wahlzettel    | Ungültige Wahlzettel    | 0           | 0           | 0           | 0           | 0           |
| Leere Wahlzettel        | Leere Wahlzettel        | 17          | 21          | 18          | 8           | 9           |
| Gültige Wahlzettel      | Gültige Wahlzettel      | 203         | 204         | 205         | 216         | 216         |
| Absolutes Mehr          | Absolutes Mehr          | 102         | 103         | 103         | 109         | 109         |

### Siebte Wahl (Ersatzwahl von Gustave Ador, LPS)

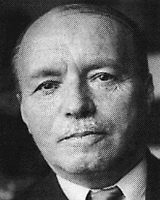
Jean-Marie Musy

Jean-Marie Musy (KVP) wurde im 1. Wahlgang zum neuen Bundesrat gewählt. Er war von 1920 bis 1934 Vorsteher des Finanz- und Zolldepartements.
|                         | 1. Wahlgang |
| ----------------------- | ----------- |
| ausgeteilte Wahlzettel  | 227         |
| eingegangene Wahlzettel | 224         |
| leer/ungültig           | 15/0        |
| gültig Total            | 209         |
| absolutes Mehr          | 105         |
| Jean-Marie Musy         | 144         |
| William Rappard         | 43          |
| Heinrich Walther        | 6           |
| Verschiedene            | 42          |

## Wahl des Bundeskanzlers

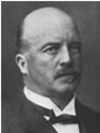
Adolf von Steiger

Der amtierende Bundeskanzler Adolf von Steiger (FDP) trat zur Wiederwahl an und wurde mit 156 Stimmen im Amt bestätigt.
|                         | 1. Wahlgang |
| ----------------------- | ----------- |
| ausgeteilte Wahlzettel  | 183         |
| eingegangene Wahlzettel | 180         |
| leer/ungültig           | 12/0        |
| gültig Total            | 168         |
| absolutes Mehr          | 85          |
| Karl Huber              | 156         |
| Verschiedene            | 12          |

## Wahl des Bundespräsidenten
Giuseppe Motta wurde mit 169 Stimmen zum Bundespräsidenten für das Jahr 1920 gewählt.
|                         | 1. Wahlgang |
| ----------------------- | ----------- |
| ausgeteilte Wahlzettel  | 213         |
| eingegangene Wahlzettel | 210         |
| leer/ungültig           | 25/1        |
| gültig Total            | 184         |
| absolutes Mehr          | 93          |
| Giuseppe Motta          | 169         |
| Verschiedene            | 15          |

## Wahl des Vizepräsidenten
Edmund Schulthess wurde mit 182 Stimmen zum Vizepräsidenten gewählt.
|                         | 1. Wahlgang |
| ----------------------- | ----------- |
| ausgeteilte Wahlzettel  | 189         |
| eingegangene Wahlzettel | 189         |
| leer/ungültig           | 19/0        |
| gültig Total            | 170         |
| absolutes Mehr          | 86          |
| Edmund Schulthess       | 128         |
| Robert Haab             | 35          |
| Verschiedene            | 7           |